# وانغ جونغ (موسيقي)
وانغ جونغ هو موسيقي صيني، ولد في 1964.